# Olbiil Era Ngeaur
L'Olbiil Era Ngeaur (« Conseil des chefs ») exerce le pouvoir législatif au sein de l'État d'Angaur.

## Éligibilité
Pour être éligible, une personne doit être :
- un citoyen d'Angaur, un résident, et doit y être éligible depuis au moins trois ans[1] ; ;
- avoir au moins 25 ans[1] ;
- ne pas avoir été condamné pour un crime ou ne pas être en probation imposée par une juridiction au moment de l'élection[1].

Le mandat d'un député est de deux ans.

## Composition
La Législature est composée de neuf membres : quatre sont des chefs traditionnels d'Angaur, et 5 sont des membres élus dans une circonscription couvrant tout l’État.

## Sources